# Instituto da Língua Mirandesa
Instituto da Língua Mirandesa (Anstituto de la Lhéngua Mirandesa em língua mirandesa) é a instituição encarregada da representação, investigação, promoção, normativização e divulgação da língua mirandesa. Sua sede está na cidade de Miranda do Douro, (Terra de Miranda).
Surgiu da necessidade da existência de uma entidade para defender e fomentar o uso da língua mirandesa e a decisão de formá-lo resultou de um encontro realizado em Setembro de 2000, em Miranda do Douro, onde se reuniram uma série de personalidades interessadas na língua e dessa reunião saiu a decisão de se avançar para a criação do referido instituto, inclusive filiar o mirandês no Gabinete Europeu para as Línguas Menos Divulgadas.
Distribuição territorial (em Mirandês):

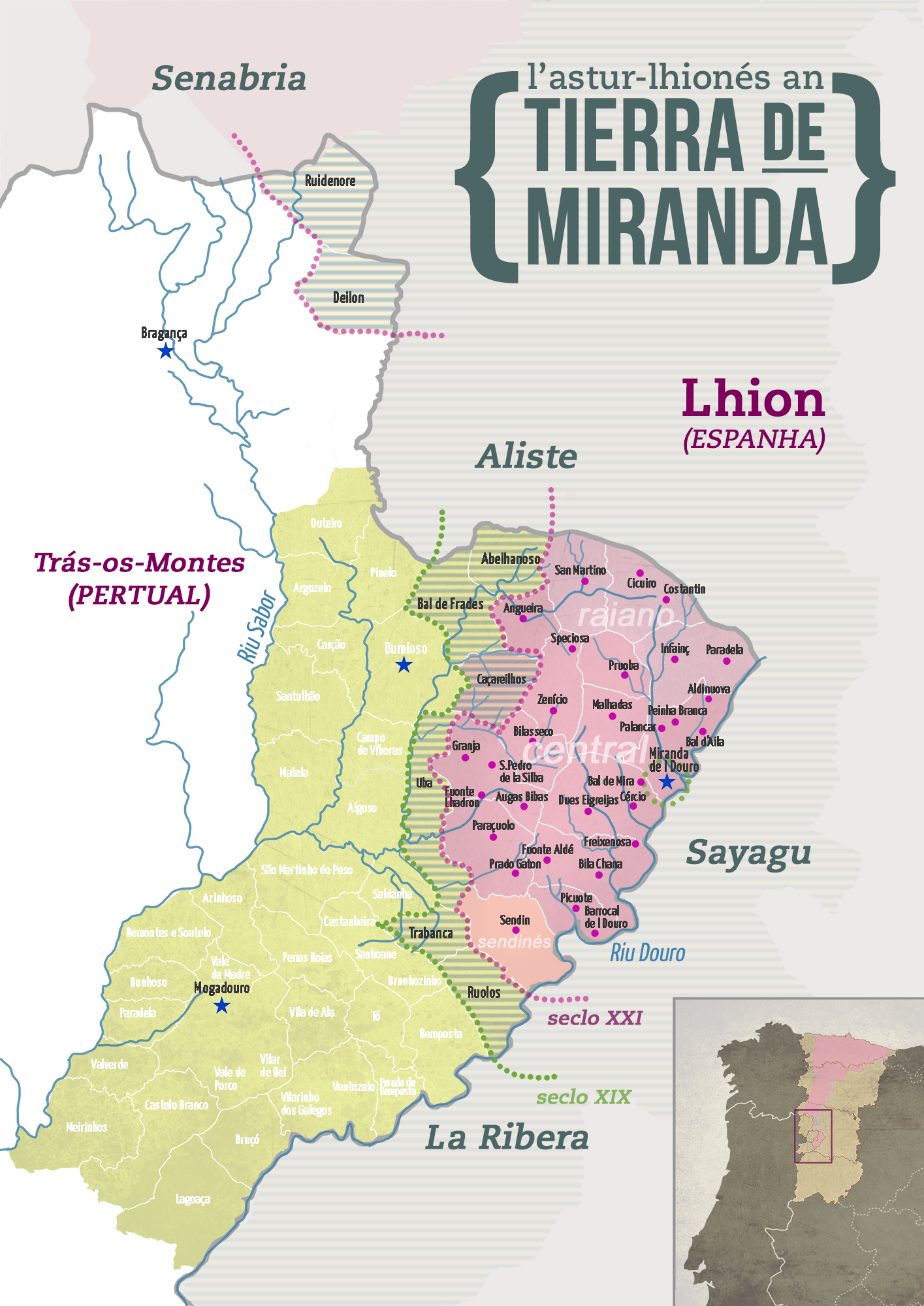
L’Astur-Lhionés an Miranda

L mirandés ye ũa lhéngua falada ne l stremo nordeste de Pertual, na frunteira cun Spanha, nũa region que ten al redor de 450 km2, formada por quaije todo l cunceilho de Miranda de l Douro (las eiceçones son la própria cidade de Miranda de l Douro i las aldés de Atanor i Teixeira), i por algũas aldés de l cunceilho de Bomioso (Angueira, Bilasseco i, nun nible más baixo, Caçareilhos), ne l çtrito de Bregança, region de Trás-ls-Montes. Esta region ye mais ó menos lhemitada pula ribeira d’Angueira, a poniente, i pul riu Douro, a naciente.
Además hai tamien algũas mui pequeinhicas aldés ne l stremo norte de l cunceilho de Bregança adonde inda hai bestígios asturo-lheoneses na lhéngua falada pulas sues populaçones. Essas aldés son Riodonor, Guadramil, Petisqueira i Deilon.
Ambora l mirandés steia nũa área geográfica pequeinha, esta lhéngua tubo muita anfluença ne ls falares lhocales de las regiones bezinas (restro de l cunceilho de Bomioso, i cachos de ls cunceilhos de Mogadouro, Bregança, Macedo de Cabaleiros i Torre de Muncuorbo).
Stima-se que haba cerca 12.000 falantes de mirandés, debedidos antre la Tierra de Miranda i l’eimigraçon para las grandes cidades de l lhitoral pertués i l strangeiro.